# Gimnasio del este (Éfeso)
Gimnasio del este es el nombre utilizado en este estudio para un antiguo gimnasio de la ciudad de Éfeso en Asia Menor, en la actual Turquía. Sus ruinas forman parte del yacimiento arqueológico de Éfeso, declarado Patrimonio de la Humanidad por la Unesco.
Fue construido en la del época imperial romana, alrededor de la segunda mitad del IId Estaba situado en la parte oriental del recinto amurallado de la ciudad, inmediatamente al norte de la Puerta de Magnesia, de ahí su nombre actual, utilizado en la arqueología.
Era grande y medía unos 130 × 107 metros. En el lado de la calle había una estoa. Seguía la palestra, con el auditorio en el lado este y la llamada sala imperial en el lado oeste. En el centro del edificio se encontraban las grandes termas, flanqueadas en tres de sus lados por grandes salas abovedadas para ejercicios como los corporales. En las ruinas del edificio se han encontrado estatuas de Afrodita, Asclepio, Dioniso, Higía y Pan.
En la época romana tardía, a finales del IV o principios del V, se construyó una iglesia en el emplazamiento del gimnasio, que servía de cementerio. Alrededor del año 600 se convirtió en una basílica de tres alas, de unos 35 × 17 m. Fue abandonada tras un incendio en el XVI.
La excavación arqueológica del complejo comenzó en 1930.